# Tjibaou-Kulturzentrum

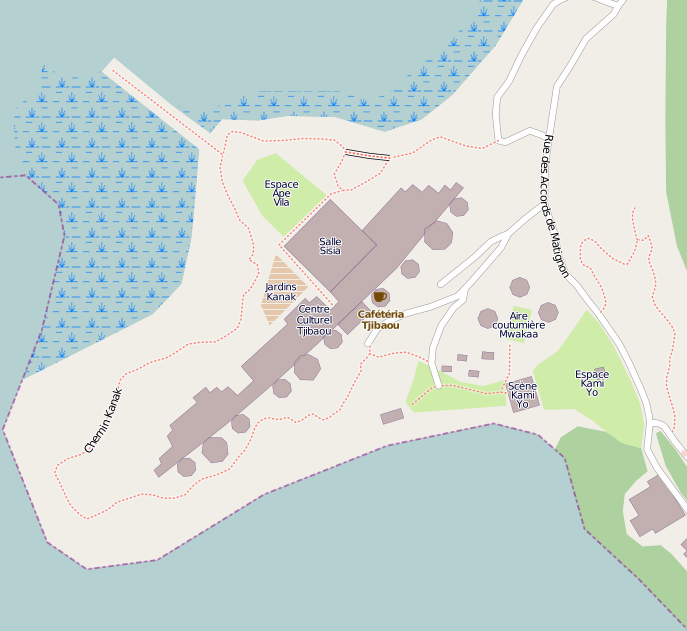
Karte des Kulturzentrums

Das Tjibaou-Kulturzentrum (französisch Centre culturel Tjibaou) ist ein im Mai 1998 eröffnetes Gebäude im französischen Überseegebiet Neukaledonien, in welchem kulturelle Veranstaltungen der einheimischen Kanak sowie sonstige Ausstellungen, Konferenzen und Konzerte stattfinden. Der Bau des Kulturzentrums war Bestandteil des Abkommens von Nouméa zwischen der Regierung Frankreichs und den melanesischen Ureinwohnern der Insel und wurde vom französischen Staat finanziert.

## Lage
Das Zentrum liegt auf der zur Hauptinsel Grande Terre gehörenden schmalen Halbinsel Tina im Osten der Hauptstadt Nouméa und ist von einem Park umgeben. Auf der einen Seite der Halbinsel befindet sich eine Lagune und auf der anderen Seite die Meeresküste. Die Halbinsel liegt nahe dem Regionalflughafen Magenta. Der Ort für das Gebäude wurde gewählt, da hier der kanakische Unabhängigkeitskämpfer Jean-Marie Tjibaou 1975 das Kulturfestival Melanesia 2000 organisierte.

## Gebäude
Das 7650 m² große Gebäude ist von 1993 bis 1998 unter Leitung des Architekten Renzo Piano errichtet worden. In Zusammenarbeit mit dem Ethnologen Alban Bensa entstand ein Gebäude, das an die traditionellen Wohnhütten der Kanak erinnert. Auf einem länglichen, flachen Gebäude sind zehn aufrecht stehende, zum Landesinneren gebogene, bis zu 28 m hohe, vielfach durchbrochene Schalen aus Holzleisten angebracht. Die Strukturen gliedern das Gebäude in drei Einheiten und ähneln so sowohl traditionellen Wohnhütten der Kanak als auch eines traditionellen kanakischen Dorfes. Im Gebäude selber sind Ausstellungsräume, ein Veranstaltungsraum, ein Freilichttheater, eine Bibliothek, Mediothek sowie Räume zum Arbeiten und zur Videovorführung untergebracht. Es beherbergt auch die Agence pour le développement de la culture Kanak (ADCK), die Trägerin des Kulturzentrums.

## Ausstellung
Der Fokus liegt auf der zeitgenössischen Kunst der Kanak, es enthält aber auch Objekte aus anderen Regionen Ozeaniens, die den kulturellen Austausch aufzeigen. Es entspricht dem Beharren seines Gründers Tjibaou auf eine zukunftsweisende anstatt rückwärtsgewandte Sicht der Kanakkultur. Sie solle nicht in der Vergangenheit gefangen sein. Es werden nur etwa 30 ältere Artefakte, die aus europäischen Museen stammen, gezeigt. Diese schrecken aber bereits eine große Zahl kanakischer Besucher ab, da sie befürchten, einen Friedhof zu betreten, auf dem böse Geister leben.

## Veranstaltungen
Zu den kulturellen Veranstaltungen, die regelmäßig im Tjibaou-Kulturzentrum stattfinden, gehören das Festival Femmes Funk, ein Musikfestival, bei dem über 250 Komponistinnen und Sängerinnen – auch aus dem Ausland – auftreten und es zum größten Musikfest Neukaledoniens machen, das Musikfestival der französischen Musik Francofolies, das Loyalty-Festival, bei dem die Kultur der Loyalitätsinseln vorgestellt wird, und das Festival Caledonia, das die Kultur der verschiedenen Bevölkerungsgruppen Neukaledoniens präsentiert.

## Galerie

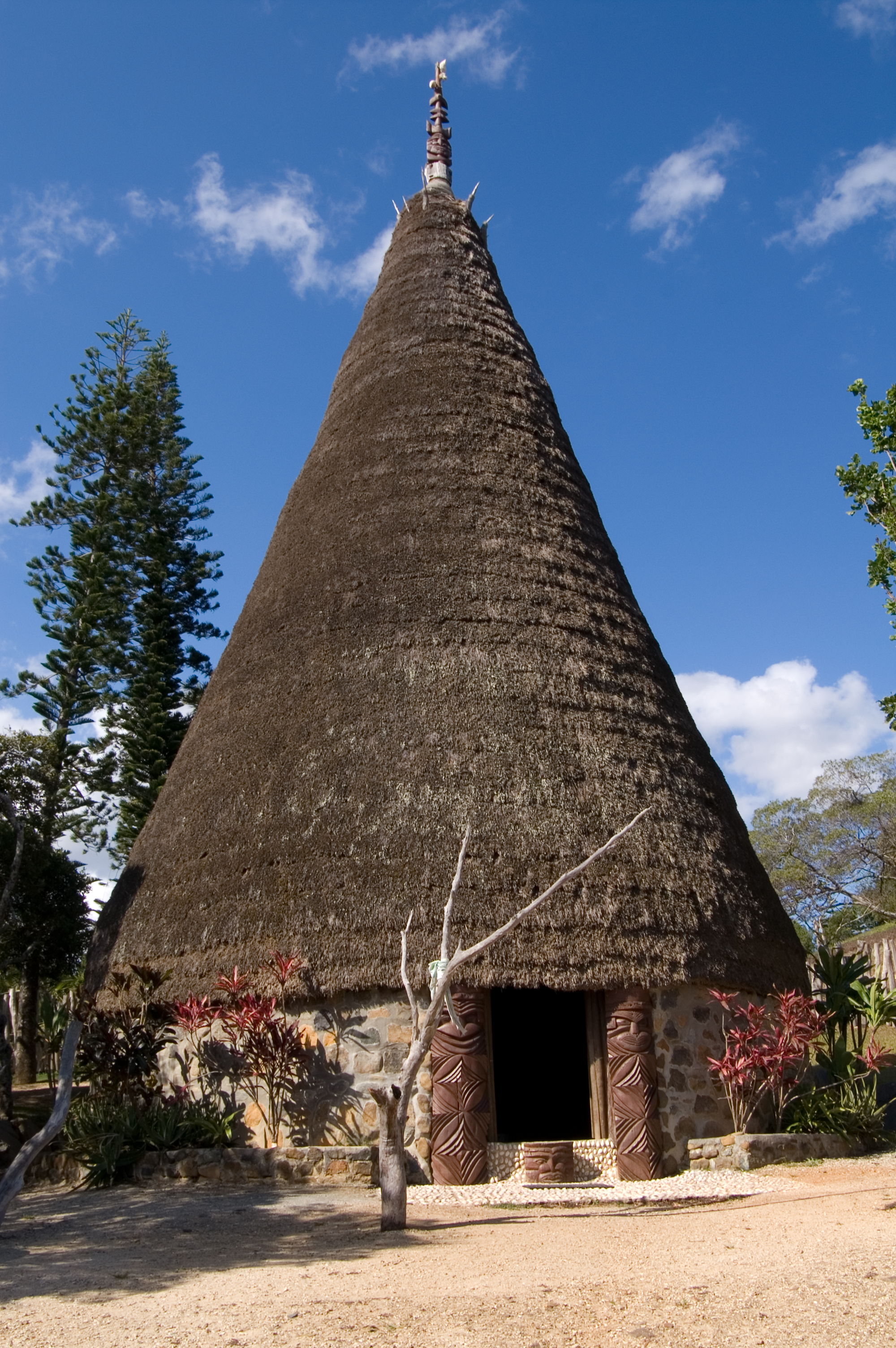
Traditionelles Haus der Kanak im Tjibaou-Kulturzentrum
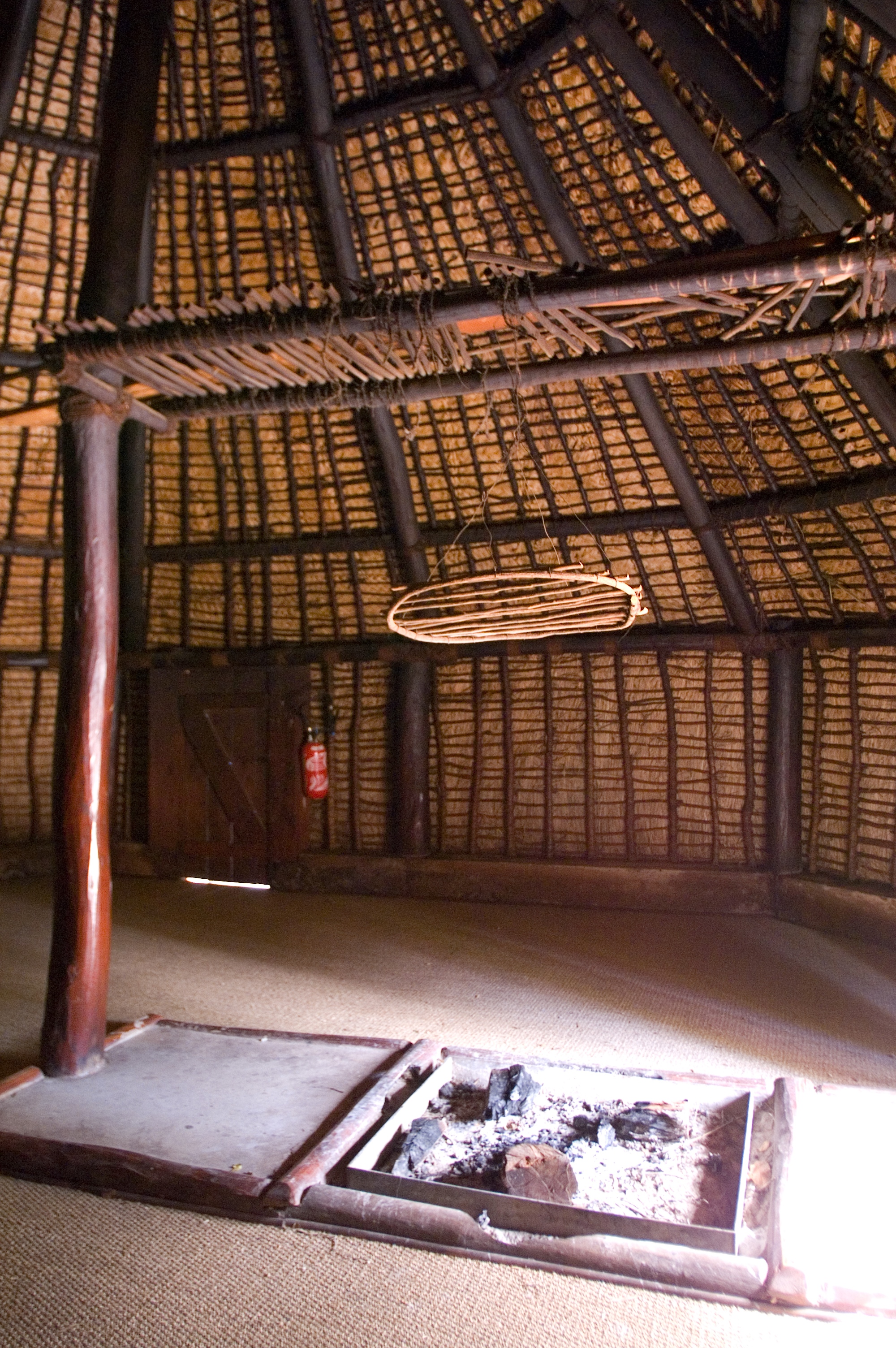
Innenansicht mit Feuerstelle
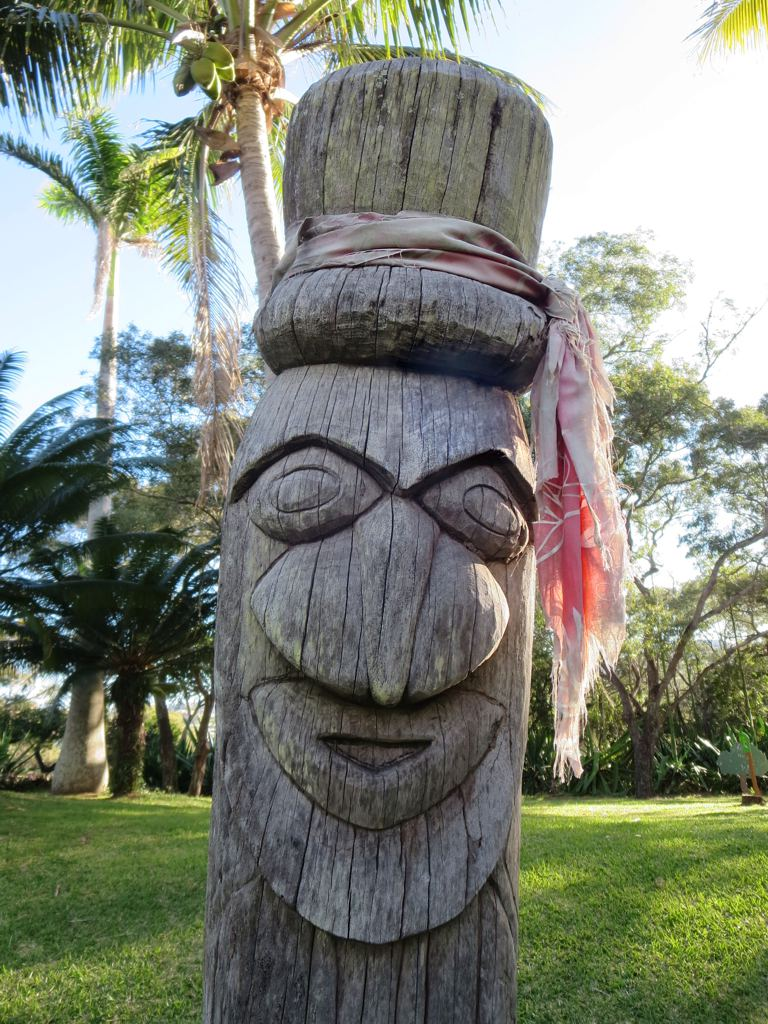
Kanak-Totem im Tjibaou-Kulturzentrum